# إدارة العمليات السلوكية
إدارة العمليات السلوكية (غالبا ما تسمى العمليات السلوكية) تدرس السلوكيات والعواطف البشرية وتأخذها في الاعتبار عند مواجهة مشكلات اتخاذ القرار المعقدة المتعلقة بالجوانب السلوكية لاستخدام بحوث العمليات وإدارة العمليات. على وجه الخصوص فإنه يركز على فهم السلوك في النماذج وما وراءها. والغرض العام هو الاستفادة بشكل أفضل من نظريات وممارسات العمليات وتحسين استخدامها بحيث يتم تحقيق الفوائد المتلقاة من التحسينات المحتملة على مناهج العمليات في الممارسة العملية والتي تنشأ من النتائج الحديثة في العلوم السلوكية. لقد أثرت مناهج العمليات السلوكية بشكل كبير على أبحاث إدارة سلسلة التوريد من بين أمور أخرى.

## الملخص
تتضمن إدارة العمليات مجموعة واسعة من مهارات حل المشكلات التي تهدف إلى مساعدة الأفراد أو المنظمات على اتخاذ قرارات أكثر عقلانية بالإضافة إلى تحسين كفاءتها. ومع ذلك غالبا ما تفترض إدارة العمليات أن الوكلاء المشاركين في العملية أو نظام التشغيل مثل الموظفين والمستهلكين والموردين يتخذون قرارات عقلانية تماما. لا تتأثر قراراتهم بمشاعرهم وكذلك بمحيطهم وأنهم قادرون على التفاعل والتمييز بين أنواع مختلفة من المعلومات. في الواقع هذا ليس صحيحا دائما ويلعب السلوك البشري دورا مهما في صنع القرار وتحفيز العمال وبالتالي يجب مراعاته في دراسة العمليات. وقد أدى ذلك إلى ظهور إدارة العمليات السلوكية والتي تُعرَّف بأنها دراسة تأثيرات السلوك البشري على العمليات والتصميم والتفاعلات التجارية في المنظمات المختلفة. تهدف إدارة العمليات السلوكية إلى فهم عملية صنع القرار للمديرين وتحاول إجراء تحسينات على سلسلة التوريد باستخدام البصيرة التي تم الحصول عليها. تشمل إدارة العمليات السلوكية المعرفة من عدد من المجالات مثل الاقتصاد والعلوم السلوكية وعلم النفس والعلوم الاجتماعية الأخرى. تمتلك إدارة العمليات التقليدية وإدارة العمليات السلوكية هدفا فكريا مشتركا يهدف إلى إحداث اختلافات في نتائج العمليات مثل المرونة والكفاءة والإنتاجية.

## التأثير النظري
لدى البشر قيود في قدرتهم على جمع المعلومات ذات الصلة والرد عليها. عندما يتعين اتخاذ قرار أو استنتاج من خلال معلومات معقدة غالبا ما يفشل صانعو القرار البشريون في الامتثال لنظريات القرار المعيارية. علاوة على ذلك فإن أسلوب حياة الشخص وتفاعلاته الاجتماعية وسلوكياته الجماعية لها تأثير واضح على قراراته.

تفصيل دراسة علم النفس المعرفي التي تشير إلى دراسة العمليات العقلية للإنسان ودورها في التفكير والشعور والتصرف

### علم النفس المعرفي
هذا فرع جديد نسبيا من علم النفس يركز على قدرة الإنسان على اتخاذ القرارات وحل المشكلات والتعلم والانتباه والذاكرة والنسيان. هذه ليست سوى عدد قليل من التطبيقات العملية لهذا العلم إلى حد ما يرتبط أيضا بالدوافع والعاطفة. يهتم علم النفس المعرفي بما يحدث داخل العقل عند تلقي معلومات جديدة وكيف يستجيب الناس لهذه المعلومات وكيف تؤثر هذه الاستجابة على سلوكهم وعواطفهم. يعتبر علم النفس المعرفي أحد القوى النظرية المهيمنة في علم السلوك.

### علم النفس الاجتماعي

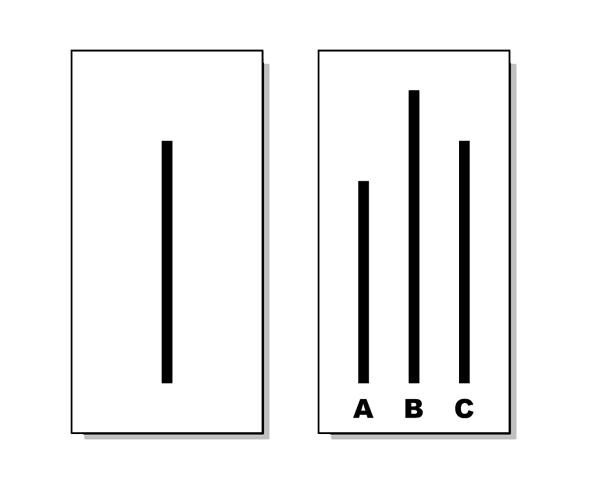
تُظهر تجربة Asch أن المشاركين يميلون إلى الالتزام بمعايير المجموعة.

غالبا ما يتفاعل الناس ويتصرفون بشكل مختلف عندما يوضعون في مواقف اجتماعية مختلفة. الهدف من علم النفس الاجتماعي هو فهم طبيعة وأسباب السلوكيات الفردية. يتساءل أو يقدم نظرة ثاقبة لكيفية اعتماد السلوك البشري على البيئة المادية. تحاول نظريات علم النفس الاجتماعي تفسير سبب وجود منافسة بين الأفراد ولماذا غالبا ما يسعى الأفراد أو المنظمات إلى حماية وضعهم والحفاظ عليه ولماذا لوحظ أن الأفراد والمنظمات على استعداد للتضحية بالكفاءة لتحقيق هدفهم للبقاء في منصب هرمي أعلى. بالإضافة إلى الحالة يشمل علم النفس الاجتماعي أيضا سلوك الناس تجاه تحديد الأهداف وردود الفعل والضوابط والاعتماد المتبادل والمعاملة بالمثل.

### السلوك التنظيمي
يرتبط استخدام علم النفس في أبحاث العمليات السلوكية بفكرة الحكم على العلاقة بين صحة الناس العقلية ورفاههم وسلوكهم في العمل. غالبا ما يضع خبراء علم النفس مؤشرات لتقييم مدى تأثير محيط الموظف مثل بيئة العمل والضوضاء على إنتاجيته. السلوك التنظيمي هو دراسة الطرق التي يتفاعل بها الناس أو يتصرفون عندما يتم تنظيمهم في مجموعات. الغرض من هذه الدراسات هو تحسين إنتاجية الأعمال في محاولة لإنشاء منظمة أعمال أكثر كفاءة. يتم تطبيق نظريات السلوك التنظيمي تجاه الموارد البشرية التي تحاول تعظيم الناتج من أعضاء المجموعة الفردية. يمكن تقسيم دراسة سلوك المنظمة إلى أقسام مختلفة بما في ذلك الشخصية والرضا الوظيفي وإدارة المكافآت والقيادة والسلطة والسلطة والسياسة.

## تيارات البحث الرئيسية
هناك أربعة تيارات رئيسية للبحث يمكن اعتبارها جزءا من أبحاث عمليات السلوك. هذه تعطينا فكرة عن ضعف نموذج بحث العمليات الحالي وفعالية بحوث العمليات السلوكية في التنبؤ بالقرارات البشرية وردود الفعل عند مواجهة المواقف المختلفة.

### النظرة الاجتماعية والتقنية لإدارة التكنولوجيا
يمكن تعريف التقنيات الفيزيائية على أنها نظام اجتماعي-تكنولوجي يتكون من البشر والنشاط البشري والمساحات والتحف والأدوات ووسائط الاتصالات. تقترح هذه النظرية أن التفاعل الاجتماعي في مكان العمل يتم تحديده من خلال التكنولوجيا والتقنيات المستخدمة في العمل. لذلك يمكن أن يؤدي التغيير في التكنولوجيا المستخدمة في العمل إلى عواقب غير متوقعة. قد يشمل هذا الاختلافات في الدافع.

### هندسة العامل البشري
يمكن تطبيق هندسة العوامل البشرية لتحسين أماكن العمل وأنظمة العمل والمنتجات التي تهدف إلى تقليل الأخطاء البشرية أثناء العمليات وكذلك تحسين الكفاءة البشرية والإنتاجية والأداء التشغيلي. غالبا ما يتضمن تحسينات للآليات الكبيرة لتقليل الحوادث أثناء العمل. من المعتقد أن أبحاث العمليات السلوكية يمكن أن تكون مرتبطة بهندسة العامل البشري حيث أن الأخطاء المنهجية والتي تحدث غالبا بالتكنولوجيا والآليات المختلفة يمكن أن تؤثر على صنع القرار لدى الأشخاص وتفاعلهم مع نظام التشغيل.

### تأثير السوط
تصور تأثير السوط
يحدث تأثير السوط على طول سلسلة التوريد كنتيجة لتفاوت المعلومات بين المنظمات المعنية. السيناريو الكلاسيكي هو زيادة مفاجئة في طلب العملاء كما هو موضح في الشكل على اليمين. يؤدي ارتفاع الطلب المفاجئ إلى استنفاد مخزون بائع التجزئة مما يؤدي إلى خسارة المبيعات. لتجنب حدوث ذلك في المستقبل لا يقوم بائع التجزئة فقط بزيادة طلبه التالي إلى تاجر الجملة من خلال طلب العميل الإضافي الذي لوحظ في هذه الفترة ولكن بدرجة أكبر قليلا فقط ليكون آمنا. وذلك لأن بائع التجزئة يعرف أن تاجر الجملة يستغرق وقتا لتسليم الطلب الأكبر. هذا الخوف من الخسارة في المبيعات المستقبلية هو المكون السلوكي لمشكلة المخزون التي تسبب تأثير السوط. في مواجهة طلب أكبر بشكل غير متوقع من قبل بائع التجزئة سيرسل تاجر الجملة طلبا أكبر إلى الشركة المصنعة. تتخذ الشركة المصنعة بدورها قرارا غير قابل للعكس لزيادة مستوى إنتاجها بشكل أكبر في المستقبل القريب. ومع ذلك وبسبب التأخير في تدفق المعلومات من العملاء إلى المصنِّعين فإن الأخير لا يدرك لعدة فترات طلب أن مستوى إنتاجه يتجاوز في الواقع طلب العملاء إلى حد كبير. نتيجة تأثير السوط في هذا التطبيق الكلاسيكي هو وجود كمية زائدة من المخزون لدى تجار التجزئة وتجار الجملة والشركة المصنعة. كلما زادت مستويات سلسلة التوريد زاد حجم تأثير السوط.

### نماذج ديناميات النظام في سياقات العمليات
تركز نماذج ديناميكيات النظام في سياقات العمليات على أهمية كيفية تفاعل المكونات في النظام مع بعضها البعض بالإضافة إلى تقديم نظرة عامة على العمليات التي تحدث داخل النظام. غالبا ما تستفيد أبحاث العمليات السلوكية من تطوير نماذج أنظمة شاملة لأنها قادرة على تحليل وتقديم نظرة ثاقبة لنظام التشغيل. يسمح هذا بدراسة العمليات السلوكية لفهم كيف يفكر الناس في هذه البيئات أو ظروف العمل في السياق الذي يعملون فيه. في نظام العمليات غالبا ما ينطوي على أدوات للمديرين للتعامل مع المكونات المتضمنة في النظام. يتم تحديد استخدامات هذه الروافع من خلال السلوكيات البشرية وتشمل هذه السلوكيات مشاعر التوتر والخوف.

## المشاكل ذات الصلة

### مشكلة بائع الأخبار
نموذج بائع الأخبار (أو بائع الصحف أو فترة واحدة أو قابل للتلف) هو نموذج رياضي يستخدم في إدارة العمليات والاقتصاد التطبيقي لتحديد المنتجات أو الخدمات ذات المستوى الأمثل للاحتفاظ بها في المخزون عندما يكون الطلب غير معروف. يُعرف هذا النموذج أيضا باسم مشكلة بائع الأخبار عن طريق القياس مع الموقف الذي يواجهه بائع الصحف الذي يجب عليه اتخاذ قرار تخزين في الوقت المحدد بشأن عدد نسخ الصحيفة التي يجب الاحتفاظ بها في المخزون عند مواجهة طلب غير مؤكد. إذا كان بائع الصحف يخزن أكثر من اللازم فقد ينتهي الأمر بهذه الصحيفة بلا قيمة بنهاية اليوم لأنها لم تعد محدثة. ومع ذلك إذا كان بائع الصحف يخزن القليل جدا فإنه يفقد فرصة تحقيق المزيد من الأرباح ويعاني من فقدان السمعة الحسنة.

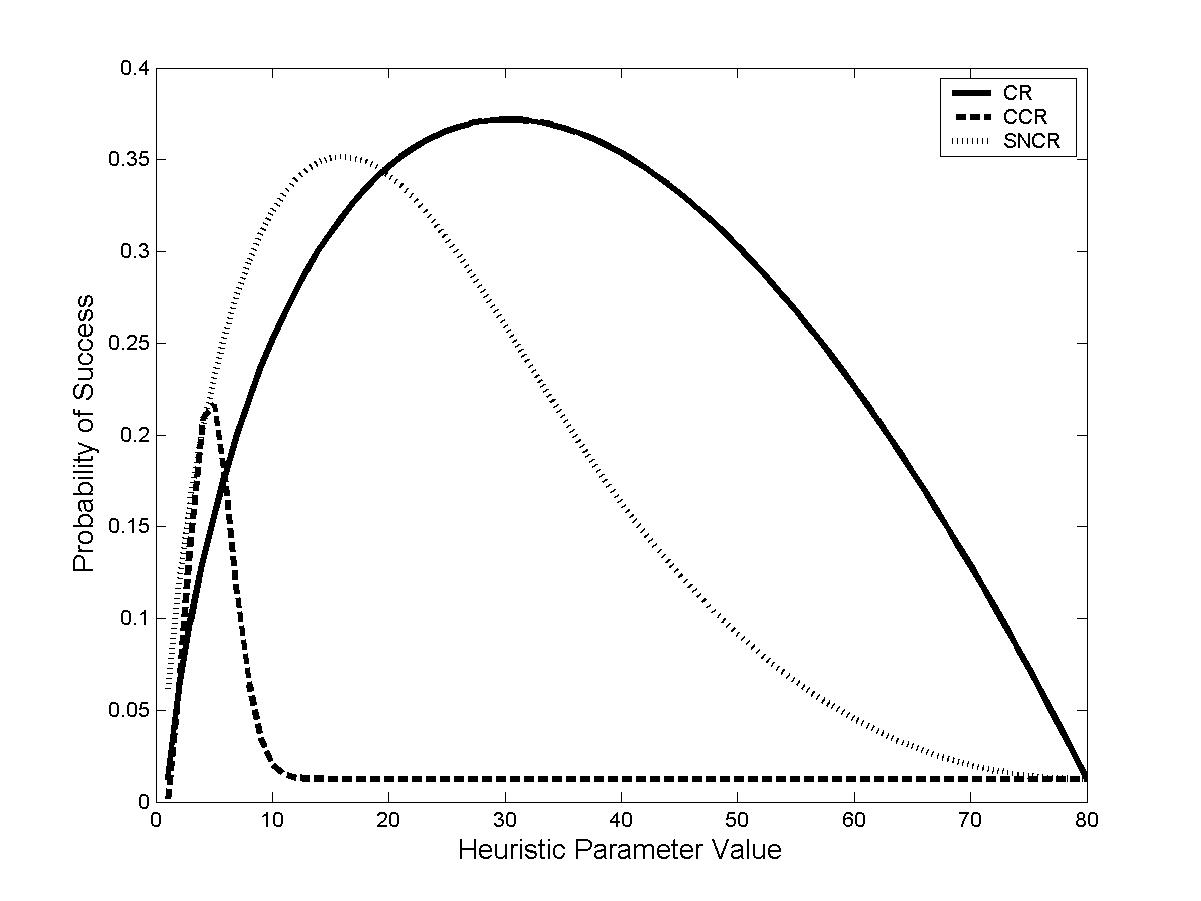
أداء إرشادي فيما يتعلق بمشكلة السكرتير - احتمالات النجاح المتوقعة لثلاثة استدلالات.

### مشكلة الإسناد
مشكلة الإسناد هي مشكلة تحسين معقدة. تتضمن المشكلة عددا من الوكلاء وعددا من المهام. والغرض من ذلك هو تكليف كل وكيل بمهمة. من المتوقع أو يهدف إلى تخصيص جميع الوكلاء بطريقة من شأنها زيادة الإنتاجية والكفاءة وتقليل التكلفة الإجمالية للمهمة.

### مشكلة السكرتير
يمكن أيضا تسمية مشكلة السكرتير بنظرية التوقف المثلى. يركز بشكل كبير على الاحتمالات التطبيقية والإحصاء ونظرية القرار. تكمن الفكرة وراء مشكلة السكرتير في أنه لاتخاذ أفضل القرارات عندما يكون هناك مجموعة من الخيارات المختلفة والخيارات الأخرى غير معروفة ولن يتم تقديم تفاصيل الخيارات الأخرى إلا إذا تم التخلي عن الخيار الحالي. تكمن المشكلة في فكرة الإستراتيجية المثلى مما يزيد من احتمالية اختيار الخيار الأفضل.